# 小二十面化截半二十面體
小二十面化截半二十面體（small icosified icosidodecahedron）又稱小二十面截半二十面體（small icosicosidodecahedron）是一種星形均勻多面體，由20個正三角形、12個正五角星和20個正六邊形組成，索引為U31，對偶多面體為小二十角星化六十面體，具有二十面體群對稱性，並且與大二十面化截半二十面體拓樸同構。

## 性質
小二十面化截半二十面體共由52個面、120條邊和60個頂點組成。在其52個面中，有20個正三角形面、12個正五角星面和20個正六邊形面。在其60個頂點中，每個頂點都是2個正六邊形面、1個正三角形面和1個正五角星面的公共頂點，並且這些面在構成頂角的多面角時，以正五角星、正六邊形、正三角形和正六邊形的順序排列，在頂點圖中可以用(5/2.6.3.6)或(6.5/2.6.3)來表示。

### 表示法
小二十面化截半二十面體在考克斯特—迪肯符号中可以表示為（x3o5β）或（x5/2o3x3*a），在威佐夫記號中可以表示為5/2 3 | 3

### 尺寸
若小二十面化截半二十面體的邊長為單位長，則其外接球半徑為：
{\displaystyle R={\frac {\sqrt {2\left(17+3{\sqrt {5}}\right)}}{4}}\approx 1.72148932}
邊長為單位長的二十面化截半大十二面體，中分球半徑為：
{\displaystyle R={\frac {\sqrt {6\left(5+{\sqrt {5}}\right)}}{4}}\approx 1.6472782}

### 二面角
小二十面化截半二十面體共有兩種二面角，分別為六邊形面和三角形面的二面角以及六邊形面和五角星面的二面角。
其中，六邊形面和三角形面的二面角為負5平方根的三分之一之反餘弦值，角度約為138.19度：
{\displaystyle \arccos \left(-{\frac {\sqrt {5}}{3}}\right)\approx 2.411864997\approx 138.189685104^{\circ }}
而六邊形面和五角星面的二面角為角度約為142.62度：
{\displaystyle \arccos \left(-{\frac {\sqrt {15\left(5+2{\sqrt {5}}\right)}}{15}}\right)\approx 2.4892345138\approx 142.622631859^{\circ }}

### 分類
由於小二十面化截半二十面體的頂點圖為梯形且具備點可遞的特性，同時，其存在自相交的面，因此小二十面化截半二十面體是一種自相交擬擬正多面體（Self-Intersecting Quasi-Quasi-Regular Polyhedra）。自相交擬擬正多面體一共有12種，除了小雙三角十二面截半二十面體外，其餘由阿爾伯特·巴杜羅（Albert Badoureau）於1881年發現並描述。
| 小立方立方八面體       | 大立方截半立方體           | 非凸大斜方截半立方體       | 小十二面截半二十面體   |
| 大十二面截半二十面體   | 小雙三角十二面截半二十面體 | 大雙三角十二面截半二十面體 | 二十面化截半大十二面體 |
| 小二十面化截半二十面體 | 大二十面化截半二十面體     | 斜方截半大十二面體         | 非凸大斜方截半二十面體 |

## 相關多面體
小二十面化截半二十面體與大星形截角十二面体共用相同的頂點佈局。其也與小雙三角十二面截半二十面體和小十二面二十面體共用相同的邊佈局。
| 大星形截角十二面体 | 小二十面化截半二十面體 | 小雙三角十二面截半二十面體 | 小十二面二十面體 |